# الفلاح المصري (كتاب)
الفلاح المصري هو كتاب من تأليف هنرى عيروط يتناول حياة الفلاح المصري، ويُعتبر هذا الكتاب عملا رائدًا في هذا الموضوع

## تاريخ نشره
في بادئ الأمر نُشر الكتاب في فرنسا عام 1938 تحت عنوان: Moeurs et coutumes des fellahs (بالعربية: أصول وعادات الفلاحين)، وبعد ذلك مر الكتاب بعدة تنقيحات ومراجعات، وترجمه مؤلفه إلى اللغة الإنجليزية، ومن ثم تُرجم إلى اللغة العربية، وقد نُشر الكتاب في الدول الناطقة بالإنجليزية عام 1963